# Jonathan Papelbon

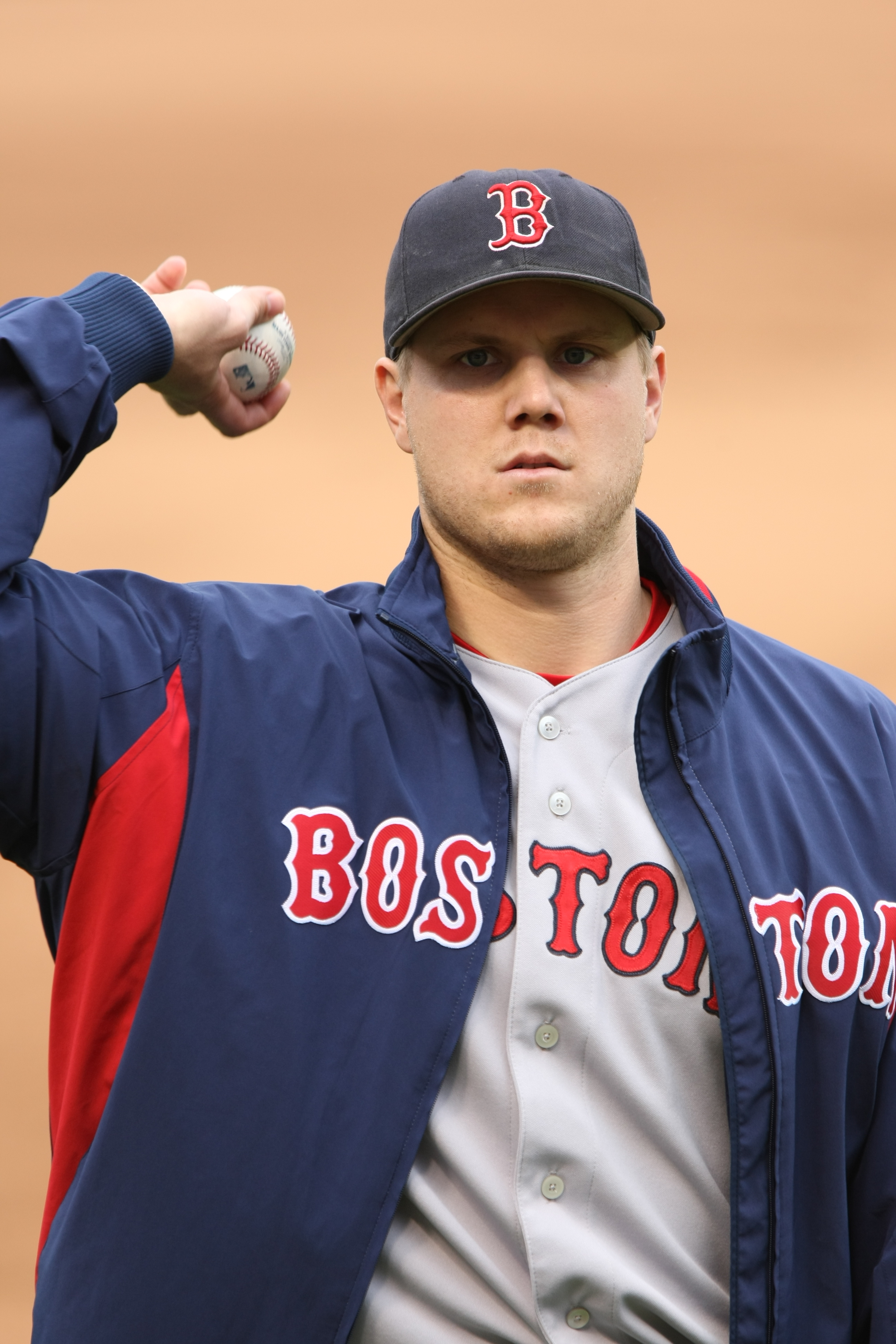
Jonathan Papelbon, 2008.

Jonathan Robert Papelbon, född 23 november 1980 i Baton Rouge i Louisiana, är en amerikansk före detta professionell basebollspelare som spelade som pitcher för Boston Red Sox, Philadelphia Phillies och Washington Nationals i Major League Baseball (MLB) mellan 2005 och 2016.
Han blev draftad av Boston Red Sox i 2003 års MLB-draft.
Papelbon vann en World Series med Boston Red Sox.